# Ґодафосс
Ґодафосс або Ґудафосс (ісл. Goðafoss, «водоспад Бога») — один з найвідоміших водоспадів Ісландії, знаходиться на півночі острова недалеко від Акурейрі, на річці Ск'яульфандафльоут (ісл. Skjálfandafljót).
Водоспад невисокий (всього 12 м), але один з найвідвідуваніших туристами водоспадів Ісландії. Його ширина — близько 30 м.
Водоспад відомий також тим, що в 999—1000 рр. під час прийняття християнства жителями у водоспад були скинуті язичеські ідоли. Звідси й назва водоспаду від ісл. Goð — «Бог».
Водоспад дуже мальовничий взимку, коли вода замерзає у вигляді величезних кількаметрових буруль.

## Галерея

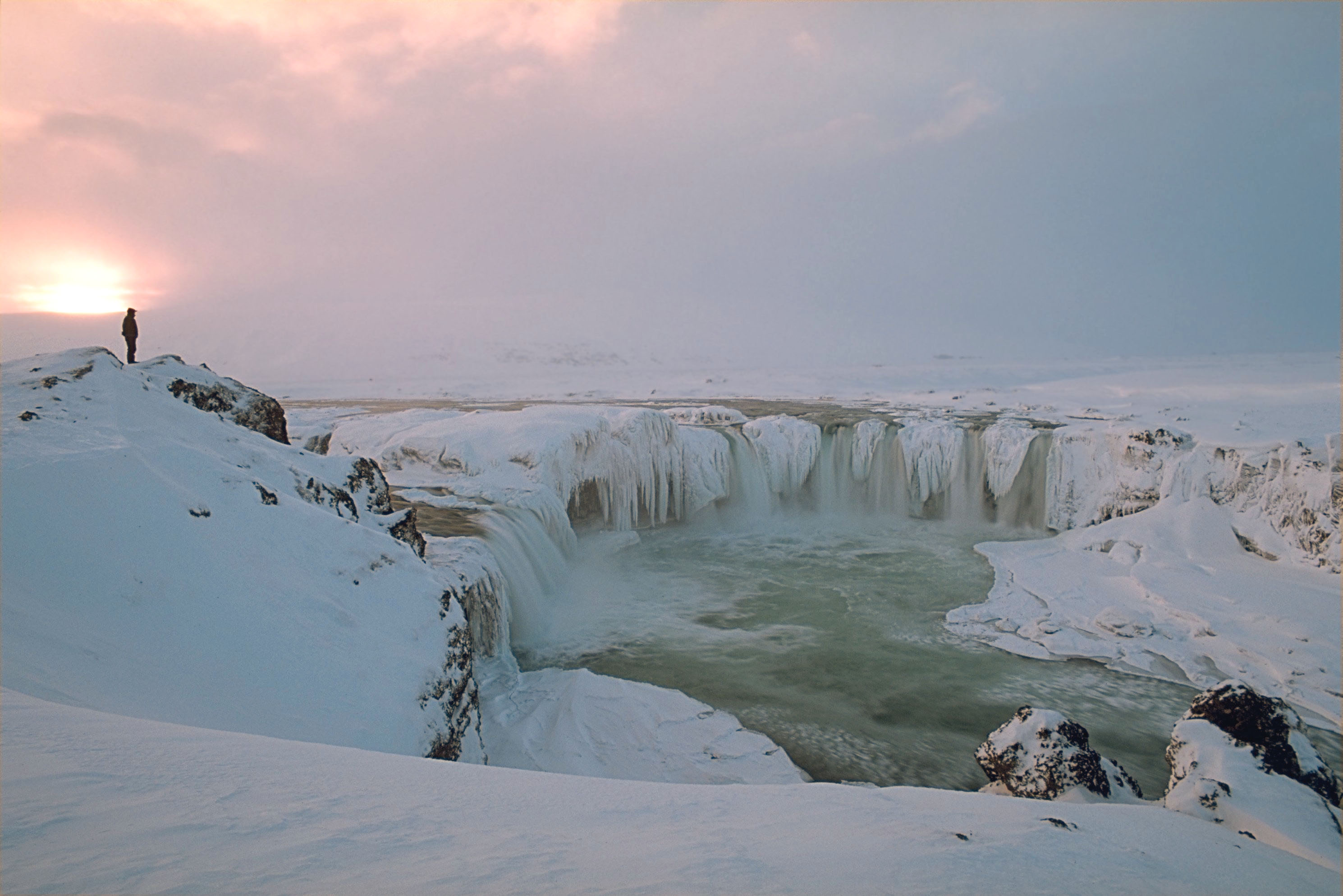
Захід Сонця на Годафоссі взимку
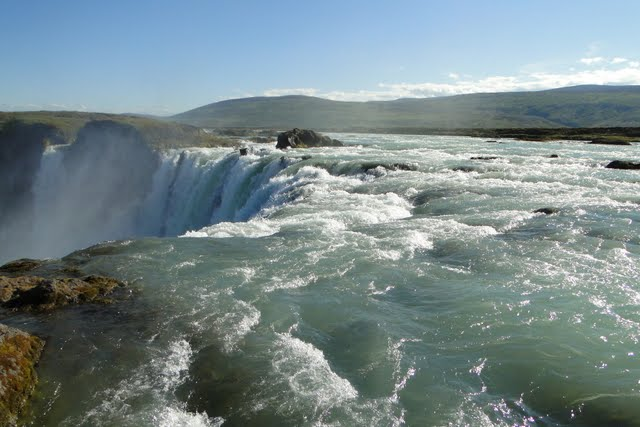
Goðafoss
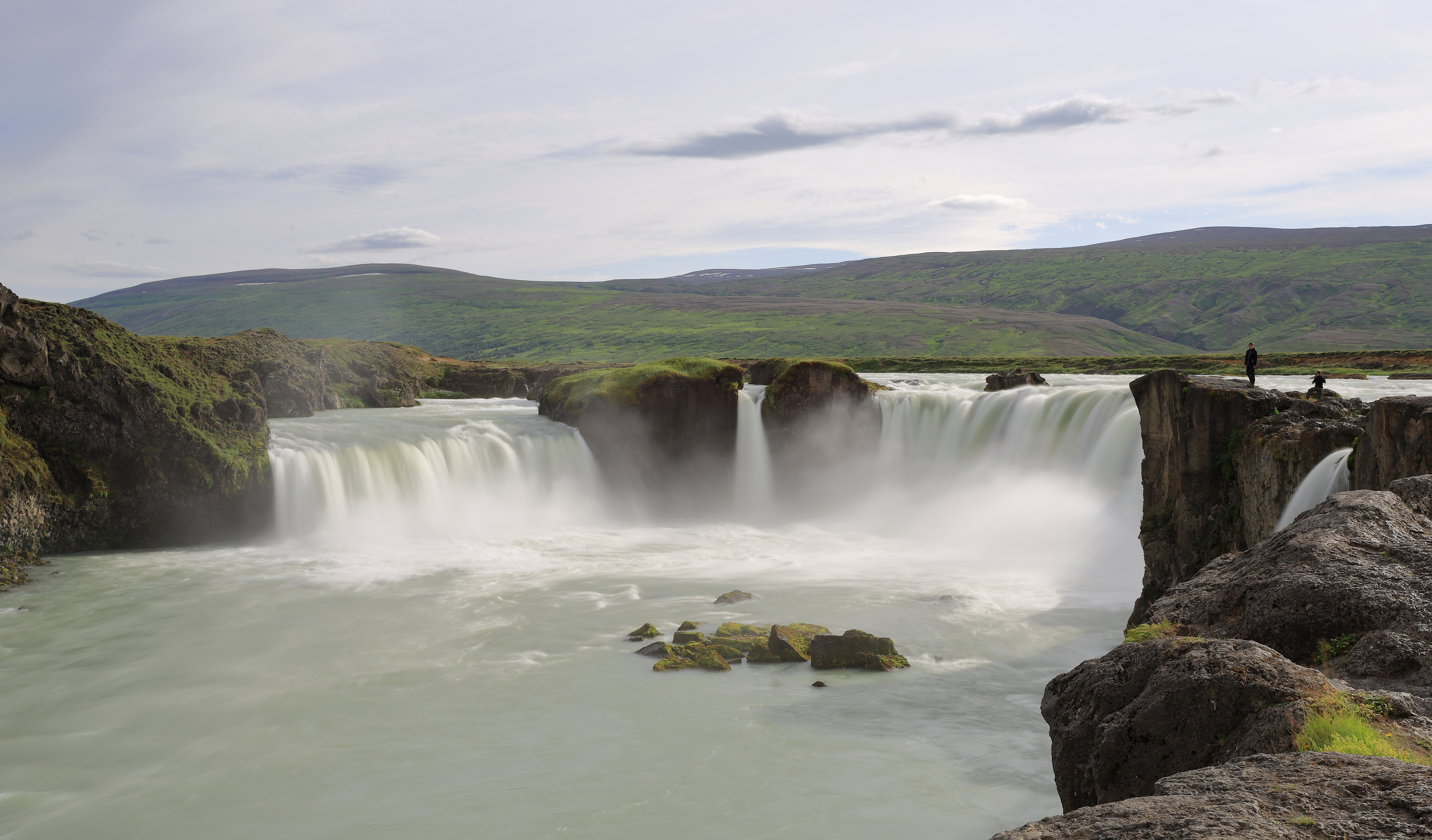
Панорама
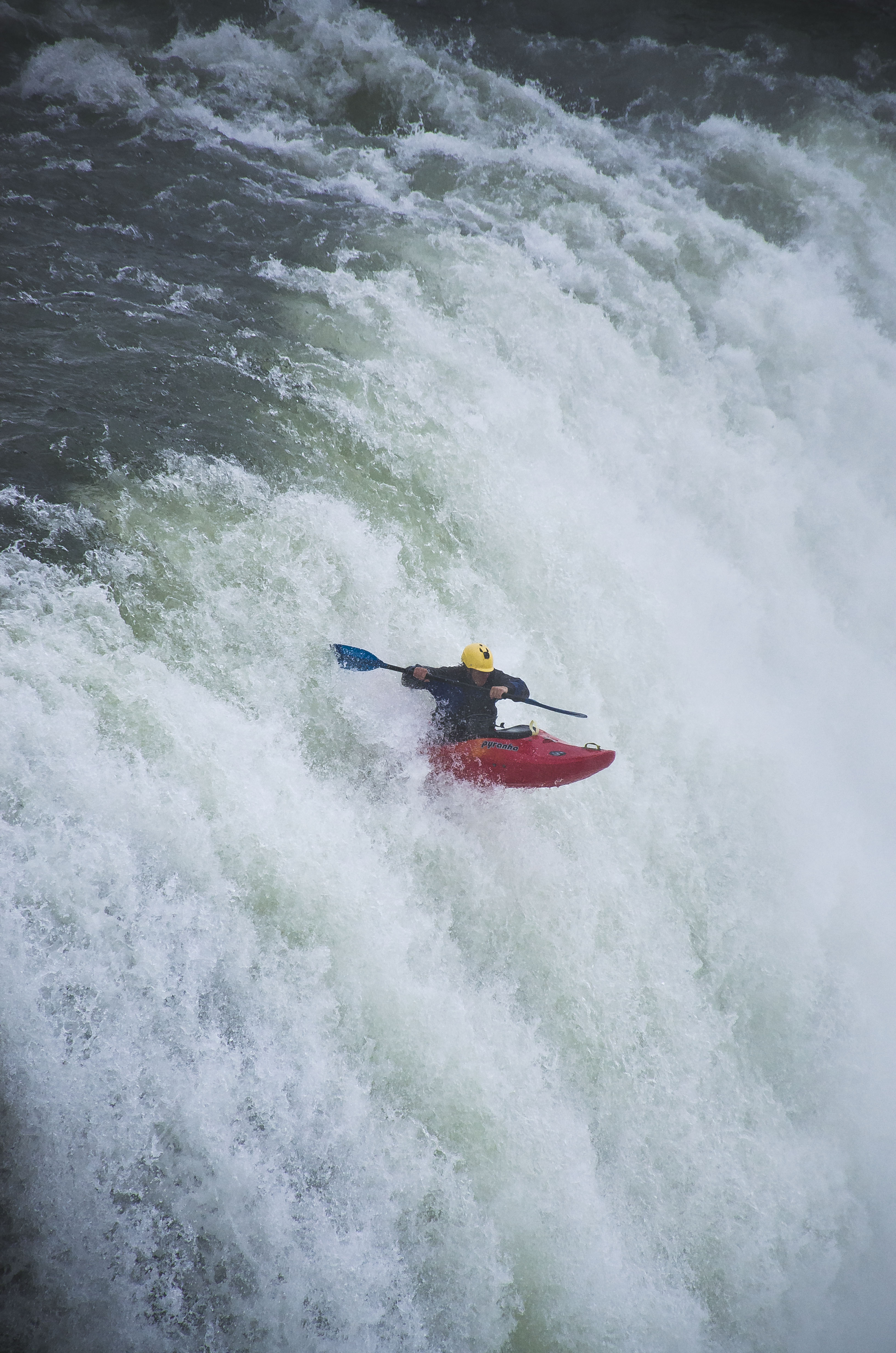
Каноє над водоспадом
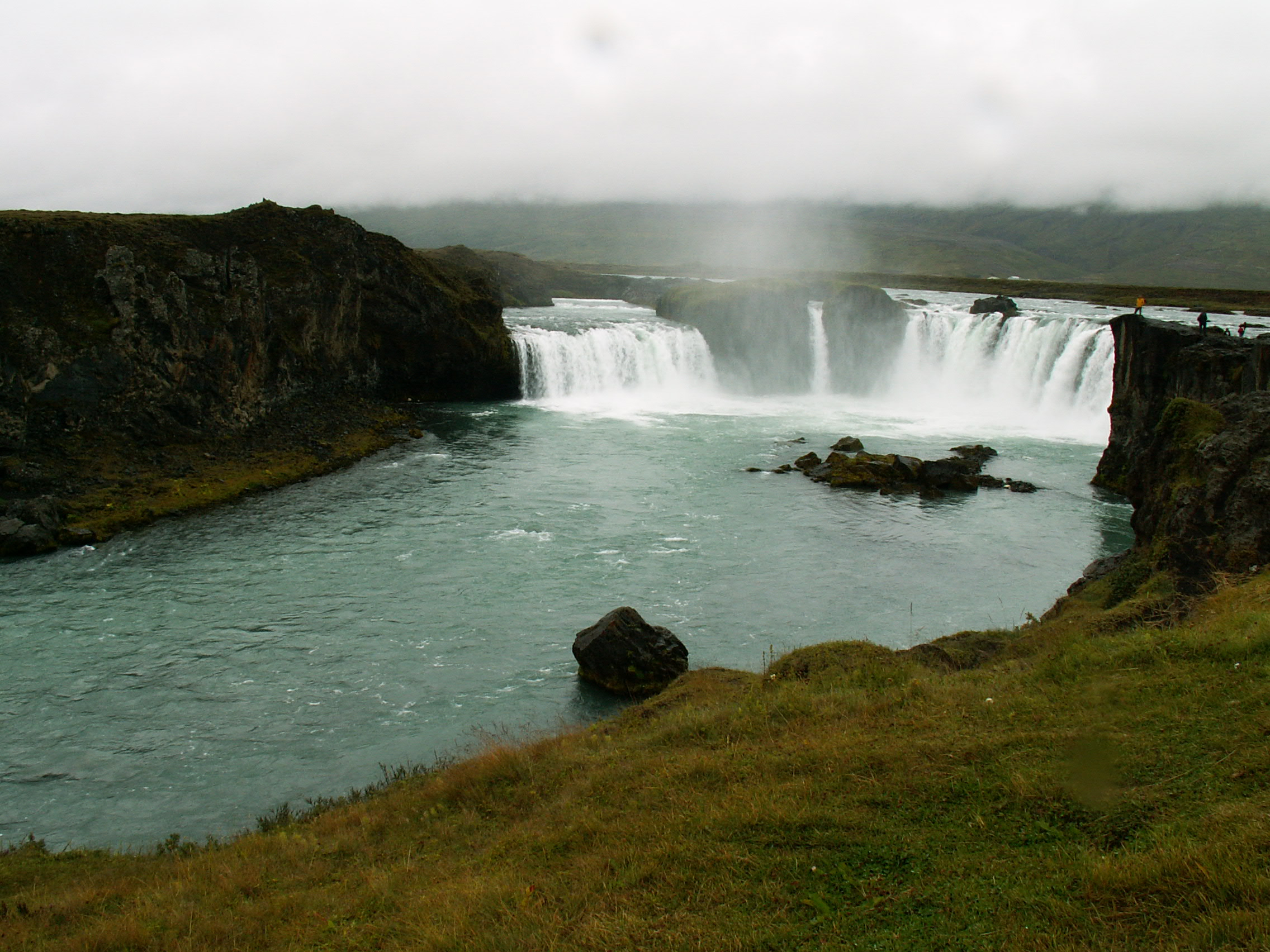
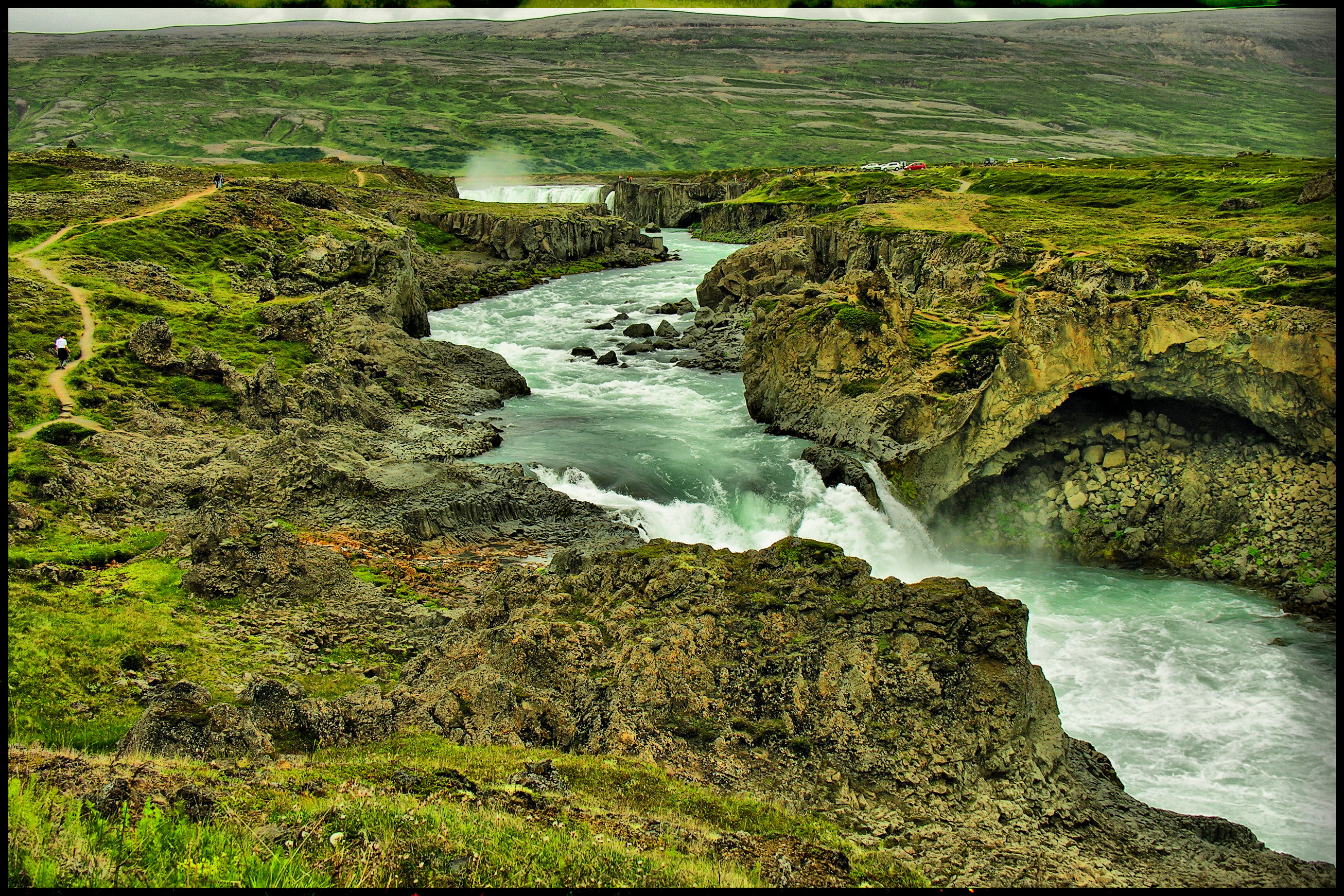